# Cranston
Cranston es una ciudad ubicada en el condado de Providence en el estado estadounidense de Rhode Island. En el año 2000 tenía una población de 79,269 habitantes y una densidad poblacional de 1,071.3 personas por km².

## Geografía
Cranston se encuentra ubicada en las coordenadas 41°46′N 71°27′O / 41.767, -71.450. Según la Oficina del Censo, la ciudad tiene un área total de 77,5 km² (29,9 mi²), de la cual 74 km² (28,6 mi²) es tierra y 3,5 km² (1,4 mi²) (4.54%) es agua.

## Demografía
Según la Oficina del Censo en 2007 los ingresos medios por hogar en la localidad eran de $54,879, y los ingresos medios por familia eran $70,658. Los hombres tenían unos ingresos medios de $40,031 frente a los $28,279 para las mujeres. La renta per cápita para la localidad era de $21,978. Alrededor del 7.3% de la población estaban por debajo del umbral de pobreza.

## Gobierno
Cranston tiene la sede del Departamento de Corrección de Rhode Island.

## Celebridades
- Olivia Culpo, nació aquí.
- Serguéi Jrushchov, falleció aquí.

## Ciudades hermanadas
- Itri, Italia